# 18043 Laszkowska
18043 Laszkowska è un asteroide della fascia principale. Scoperto nel 1999, presenta un'orbita caratterizzata da un semiasse maggiore pari a 2,9050606 UA e da un'eccentricità di 0,0864911, inclinata di 3,10554° rispetto all'eclittica.